# Микольськ
Микольськ (біл. Мікольск) — селище в Тереницькій сільській раді Гомельського району Гомельської області Республіки Білорусь.

## Географія
Село розташоване на березі річки Уза (притока річки Сож), на північ від села знаходяться меліоративні канали, на сході межує із лісом. Знаходиться за 8 км від найближчої залізничної станції Прибор на лінії Калинковичі — Гомель та за 18 км на захід від обласного центру.

## Забудова
Планування із короткої, прямолінійної вулиці. Забудова дерев'яних будинків садибного типу.

## Історія
Засноване на початку XX століття переселенцями із сусідніх сіл. Найбільш активна забудова припадає на 1920-ті роки. 1926 року в Уваровицькому районі Гомельського округу. 1930 року жителі вступили до колгоспу. Під час німецько-радянської війни у вересні 1943 року німецькі окупанти спалили селище та вбили 2 мешканців. 6 мешканців загинули на фронті. У 1959 році у складі колгоспу «Червона площа» (центр — село Телеші).
До 1 серпня 2008 року село перебувало у складі Телешовської сільської ради.

## Населення

### Чисельність
Станом 2009 рік — 22 особи.